# Leucogramma niveilinea
Leucogramma niveilinea är en fjärilsart som beskrevs av William Schaus 1894. Leucogramma niveilinea ingår i släktet Leucogramma och familjen nattflyn. Inga underarter finns listade i Catalogue of Life.